# María Belén Tapia
María Belén Tapia (San Fernando del Valle de Catamarca, 10 de noviembre de 1973) es una ingeniera química y política argentina, que se desempeña como senadora nacional por la provincia de Santa Cruz desde 2017.

## Biografía
Nacida en San Fernando del Valle de Catamarca en 1973, se recibió de ingeniera química en la Universidad Nacional de Córdoba en 2004, desempeñando la profesión en el sector privado en su natal provincia de Catamarca.
En 2005 se radicó en la provincia de Santa Cruz, desempeñándose como directora general de Protección y Saneamiento Ambiental para la Zona Norte en la Subsecretaría de Medio Ambiente del gobierno provincial hasta 2015. Desde ese año hasta 2017 fue secretaria de Desarrollo Social de la Municipalidad de Pico Truncado. En el ámbito partidario, integra la fuerza local Socialismo Santacruceño (del ex intendente truncadense Omar Fernández), siendo secretaria de Finanzas del mismo desde 2011.
En las elecciones legislativas de 2017, fue elegida senadora nacional por la provincia de Santa Cruz, en el segundo lugar de la lista de Unión para Vivir Mejor — Cambiemos (integrada por la Unión Cívica Radical, Propuesta Republicana, la Coalición Cívica ARI y varios partidos provinciales, entre ellos el Socialismo Santacruceño) encabezada por el radical Eduardo Raúl Costa, que obtuvo el 44,12% de los votos. Integra el bloque de la Unión Cívica Radical y, desde 2019, el interbloque de Juntos por el Cambio.
Se desempeña como presidenta de la comisión de Población y Desarrollo Humano y como vicepresidenta de la comisión de Trabajo y Previsión Social. Además integra como vocal las comisiones de Legislación General; de Minería, Energía y Combustibles; de Ambiente y Desarrollo Sustentable; de Ciencia y Tecnología; de Educación y Cultura; de Salud; de Banca de la Mujer; y las comisiones bicamerales conjunta argentino-chilena y Defensor de los Derechos de Niñas, Niños y Adolescentes. Se opuso a la legalización del aborto en Argentina, votando en contra de los dos proyectos de ley de interrupción voluntaria del embarazo que fueron debatidos por el Congreso en 2018 y 2020.
En las elecciones provinciales de 2019, fue candidata a vicegobernadora de Santa Cruz, secundando a Omar Fernández, en el sublema del Socialismo Santacruceño, dentro del lema Nueva Santa Cruz (Juntos por el Cambio).